# ماكس والر
ماكس والر (3 مارس 1988 في المملكة المتحدة - ) (بالإنجليزية: Max Waller)‏ هو لاعب كريكت بريطاني. لعب مع نادي مقاطعة سومرست للكريكت ‏.

## وصلات خارجية
- ماكس والر على موقع إي آس بي آن كريك إنفو (الإنجليزية)